# Khu huy Ma Cao
Khu huy Khu hành chính đặc biệt Ma Cao là huy chương đại diện cho Ma Cao. Thiết kế của khu huy là hình tròn, màu lục làm nền, ở trung tâm có một hoa sen ba cánh màu trắng, trên hoa có năm sao năm cánh màu vàng. Khu huy được chính thức sử dụng kể từ khi chuyển giao chủ quyền Ma Cao ngày 20 tháng 12 năm 1999. Khu huy được hội nghị lần thứ nhất của Đại hội đại biểu toàn quốc Trung Quốc khóa 8 thông qua vào ngày 31 tháng 3 năm 1993.
Khu huy có hình tròn, có một viền màu lục, văn tự nằm tại vòng ngoài, vòng trong có nền lục và một hoa sen. Văn tự màu xanh nằm giữa viền đỏ bên ngoài và hình xanh bên trong, trên nền trắng. Ở phần trên của vòng ngoài xếp đều dòng chữ ""中華人民共和國澳門特別行政區" (Trung Hoa Nhân dân Cộng hòa quốc Áo Môn đặc biệt hành chính khu) theo Trung văn phồn thể dạng tiêu chuẩn khu huy, hướng về trung tâm của khu huy. Ở phần dưới của vòng ngoài xếp đều dòng chữ tiếng Bồ Đào Nha "MACAU" dạng tiêu chuẩn khu huy, hướng về trung tâm của khu huy. Dòng chữ tiếng Trung, tiếng Bồ Đào Nha được phân bố đối xứng theo tuyến trục giữa của khu huy. Hoa sen tại vòng trong do ba cánh hoa tổ thành, trên hoa sen có một sao lớn và bốn sao nhỏ năm cánh màu vàng, sao lớn nằm giữa các sao. Các sao hướng về điểm trung tâm của khu huy, phân bố đều. Bên dưới hoa sen là cầu lớn màu trắng và màu trắng xanh đan xen thể hiện nước biển sâu dần.
Khu huy có ba kích cỡ tiêu chuẩn theo đường kính là 100 cm, 80 cm, 60 cm, nếu một khu huy có kích cỡ khác với tiêu chuẩn do nhu cầu đặc thù, nó phải tuân theo kích cỡ tiêu chuẩn để phóng to hay thu nhỏ.
Tổng cộng nhận được 782 tác phẩm thiết kế khu kỳ và khu huy Ma Cao, qua nhiều lần bình thẩm chọn được ba thiết kế khu kỳ. Phó chủ tịch Ủy hội soạn thảo luật Cơ bản Ma Cao là Tiền Vĩ Trường nhận định rằng Ma Cao không trải qua chiến tranh quá trọng đại, xung quanh là nước, màu xanh tượng trưng cho hòa bình mỹ hảo, đề nghị có thể xem xét để khu kỳ và khu huy sử dụng màu xanh. Đương thời, Chủ nhiệm ủy ban Hồng Kông và Ma Cao của Quốc vụ viện là Cơ Bằng Phi cho rằng nếu khu kỳ Ma Cao cũng có màu đỏ tương tự như khu kỳ Hồng Kông thì không có vấn đề, song cũng không có quy định khu kỳ của khu hành chính đặc biệt nhất định phải là màu đỏ, sau đó nói một câu rằng "quốc kỳ màu đỏ, khu kỳ màu xanh, hồng hoa phối lục diệp".